# Otto Brandenburg
Otto Herman Max Brandenburg, född 4 september 1934 i Hejnsvig, Sydjylland, Danmark, död 1 mars 2007, var en dansk sångare, musiker och skådespelare.

## Biografi
Otto Brandenburg blev mycket populär som sångare då han 1960 deltog i den danska uttagningen till Eurovision Song Contest med låten "To Lys På Et Bord". Han hamnade utan placering men sålde hela 400 000 exemplar av skivan, att jämföra med de 4 000 som vinnaren det året sålde. Brandenburg deltog 1962 i Melodifestivalen.  

## Diskografi (urval)
- 1960: "What Do You Want to Make Those Eyes at Me For?"
- 1962: "Hello Mr. Twist"

## Filmografi i urval
- 1962 – Prinsesse for en dag
- 1974 – I oxens tecken
- 1975 – Justine och Juliette
- 1976 – Snuten som rensade upp
- 1978 – Strandfyndet (TV-serie)
- 1981 – Gummi Tarzan
- 1993 – Svart höst
- 1994 – Riket (TV-serie)
- 1997 – Riket II (TV-serie)
- 1998 – H.C. Andersen og den skæve skygge
- 2002 – Drengen der ville gøre det umulige